# Dorylomorpha asiatica
Dorylomorpha asiatica är en tvåvingeart som beskrevs av Kuznetzov 1992. Dorylomorpha asiatica ingår i släktet Dorylomorpha och familjen ögonflugor.
Artens utbredningsområde är Mongoliet. Inga underarter finns listade i Catalogue of Life.